# Peter Fernay
Peter Fernay (Leeuwarden, 19 oktober 1961) is een singer-songwriter uit Nederland. 

## Biografie
Peter Fernay werd geboren in Leeuwarden als Peter Johan Weima, zoon van een militair. Zijn tienerjaren bracht hij door in het het Duitse Blomberg waar zijn vader werkte op Nederlandse vliegbasis. In die tijd begon hij met gitaarspelen en werd hij beïnvloed door The Beatles, Nick Drake, James Taylor en Bruce Cockburn.
In de jaren tachtig maakt Fernay meerdere reizen door Europa en treedt op in Italië, Griekenland, voormalig Joegoslavië, Frankrijk en Portugal. Later reist hij naar onder meer Australië en treedt daar op op een singer-songwritersfestival.
Een echte doorbraak laat op zich wachten en zijn eerste plaat verschijnt pas in 2006. De cd Night bestaat uit melancholieke nummers die sterk doen denken aan het stemgeluid van James Taylor. Hij gebruikt geen zelfgeschreven teksten, maar zet Engelstalige gedichten op muziek. Een aantal gedichten die hij gebruikt, zijn van de dichter Thomas Hardy. Verder zijn er gedichten bij van onder meer Anna Brontë, Henry King en Robert Louis Stevenson.

## Discografie
- Night (2007)